# 2022年岩手地震
2022年岩手地震是在2022年3月18日23時25分左右於岩手縣外海發生的強烈地震。該次地震震級為Mj 5.5級，最大震度為5強。就此次地震，日本氣象廳已發出緊急地震速報（警報），並表示該地震不會引發海嘯。

## 震度
下表列出了日本氣象廳震度等級達到4或以上的地區。
| 震度 | 都道府縣 | 市區町村                       |
| ---- | -------- | ------------------------------ |
| 5強  | 岩手縣   | 野田村                         |
| 5弱  | 岩手縣   | 普代村                         |
| 4    | 岩手縣   | 宮古市，久慈市，九戶村，一戶町 |
| 4    | 青森縣   | 八戶市                         |

## 震害情況
根據日本總務省消防廳的報告（第4版），直至日本時間3月22日上午11時正，暫無人員傷亡，惟野田村一棟房屋部分受損；以及岩手縣縣道273號安家玉川線遭滑坡，致車輛無法通行。